# Blanksjön, Blekinge
Blanksjön är en sjö i Ronneby kommun i Blekinge och ingår i Vierydsåns huvudavrinningsområde. Sjön är 16,8 meter djup, har en yta på 0,201 kvadratkilometer och är belägen 39,6 meter över havet. Vid provfiske har abborre, gädda och mört fångats i sjön.

## Delavrinningsområde
Blanksjön ingår i det delavrinningsområde (623236-146113) som SMHI kallar för Utloppet av Blanksjön. Medelhöjden är 45 meter över havet och ytan är 1,43 kvadratkilometer. Det finns inga avrinningsområden uppströms utan avrinningsområdet är högsta punkten. Vattendraget som avvattnar avrinningsområdet har biflödesordning 3, vilket innebär att vattnet flödar genom totalt 3 vattendrag innan det når havet efter 6,3 kilometer. Avrinningsområdet består mestadels av skog (72 procent). Avrinningsområdet har 0,2 kvadratkilometer vattenytor vilket ger det en sjöprocent på 14 procent.